# エリカ・コインブラ
エリカ・ケリー・ペレイラ・コインブラ（Erika Kelly Pereira Coimbra, 1980年3月23日 - ）は、ブラジルの女子バレーボール選手。ベロオリゾンテ出身。ポジションはアウトサイドヒッター。元ブラジル代表。

## 来歴
180cmと世界レベルでは小柄ながら、卓越したテクニックと天性のバレーセンスでジュニア時代から活躍している。本来のポジションはレフトだが、セッター対角もこなす、攻守に安定したオールラウンダーである。
ブラジル代表には1998年に初選出され、同年の世界選手権に出場した。20歳で出場した2000年シドニーオリンピックで銅メダルを獲得、2001年のグラチャン、2003年のワールドカップなどでもチームのエースとして活躍した。2004年アテネオリンピックにも出場した。
その後、代表からは離れたが2007年のワールドグランプリと南米選手権などに出場した。
2011-12シーズンからはアゼルバイジャン・スーパーリーグのイトゥサチ・バクーでプレーし、日本の佐野優子やアメリカのハニーフらとチームメイトだった。2012-13シーズンからポーランドリーグのアトム・トレフル・ソポトへ移籍した。

## 所属クラブ
- レクソーナ・アデス （1997-2001年）
- MRV Minas （2001-2003年）
- Finasa/Osassco （2003-2005年）
- Oi Macaè （2005-2006年）
- Famila Cheri （2006-2007年）
- Brasil Telecom （2007-2008年）
- レクソーナ・アデス （2008-2010年）
- ガラタサライ （2010-11年）
- イトゥサチ・バクー （2011-2012年）
- アトム・トレフル・ソポト　（2012-2013年）
- Brasília Vôlei（2013-2015年）
- Bauru（2015-2016年）
- Hinode Barueri（2016-2018年）
- Maccabi XT Haifa（2018-2019年）